# 世界スカウト記章
世界スカウト記章（せかいスカウトきしょう、英: World Scout Emblem）は、 世界スカウト機構の記章（エンブレム）であり、全世界のスカウトとスカウト指導者が加盟員であることを示すために着用される。各国のスカウト連盟が記章の着用方法を制定している。この記章は、2024年に世界スカウト事務局によってデザインが変更され、新たな記章は2024年8月から導入された。

## デザインの起源
ロバート・ベーデン＝パウエルは、インドでの任務中の1897年に自身が訓練した陸軍の斥候にフルール・ド・リスの形をした真鍮のバッジを授与し始めた。その後、1907年にブラウンシー島実験キャンプの参加者全員に銅のフルール・ド・リスのバッジを授与した。
ベーデン＝パウエルは著書『スカウティングフォアボーイズ』の中で、スカウトのバッジのデザインを掲載した。それは単なるフルール・ド・リスで、その下の巻物には「Be Prepared（備えよ）」というモットーが書かれていた。ベーデン＝パウエルは、フルール・ド・リスは地図上で北の象徴としてよく使われており、ボーイスカウトは義務を果たし、他者を助けるために道を示すべきである、と考えた。
フルール・ド・リスの羽飾りは、他者への奉仕、神への義務、スカウトのおきてへの従順の象徴となった。これら3つの指針は、スカウト運動に参加する新人スカウトが立てるスカウトのちかいでもある。その後すぐに、このフルール・ド・リスは変更され、知識と真実を象徴する2つの五芒星が加えられた。また、スカウティングの家族を象徴するため、3つの羽飾りを結び付ける「縄」も加えられた。
J・S・ウィルソンは、1939年に国際スカウトバッジを導入した。これは紫色の背景にの上に銀色のフルール・ド・リスがあり、周囲の円形の枠の中に銀色で五大陸の名前が書かれていた。このバッジの着用は世界的ではなく、国際委員会の元メンバーおよび現在のメンバーと事務局のスタッフに限定されていた。また、同じデザインの旗も作られたが、掲揚は国際スカウトの集会に限定されていた。
次のデザインは、1955年の第8回世界スカウトジャンボリーで、元ボーイスカウトギリシャ連盟委員長デメトリオス・アレクサトスによって発表された。世界中のスカウトの制服に使用されているこのデザインには、ロープがフルール・ド・リスを囲み、バッジの下部に本結びで結ばれている。ロープは世界スカウト運動の家族を象徴し、結び目は世界スカウト運動の団結の強さを象徴している。選ばれた色には紋章学的な意味があり、矢じりとロープの白は純潔を表し、貝紫色はリーダーシップと奉仕を表している。

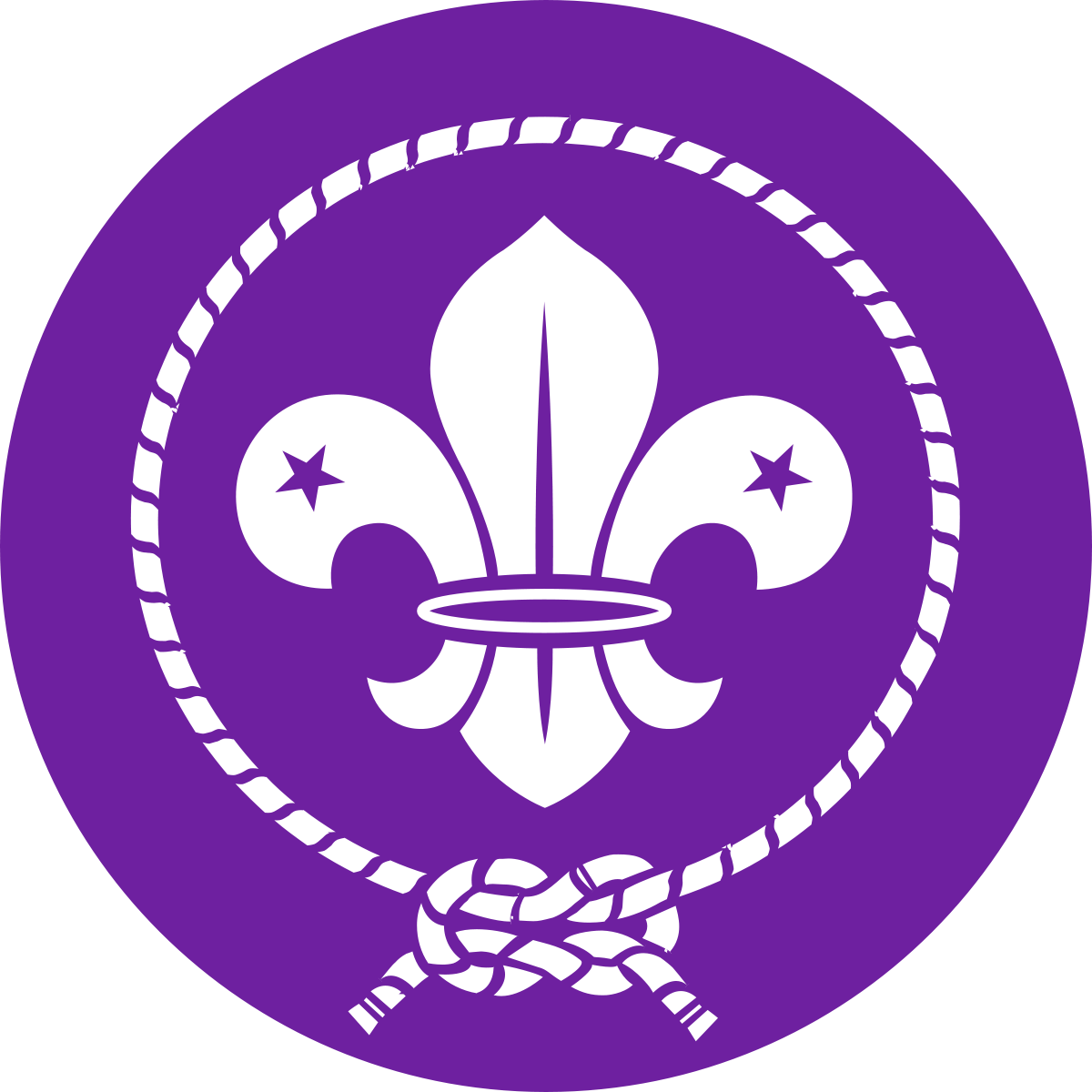
1955年 – 2024年の記章

フルール・ド・リスの使用は、批評家が軍事的象徴性を挙げるなど、論争を巻き起こした。一方で、ロバート・ベーデン＝パウエル自身はこの関連性を否定し、この記章の様々な意味について執筆や講演を行った。
2024年8月、世界スカウト機構は新たな記章を導入した。

## 各連盟での使用
複数のスカウト連盟で、この記章がさまざまな方法で使用されている。

### スカウト連盟
スカウト連盟は、この記章を「Membership Award（加盟員章）」と呼んでいる。この記章は、ビーバー、カブ、スカウト、エクスプローラースカウト、スカウトネットワークの各部門の入会賞として使用され、加盟員がスカウト運動への取り組みを理解するのに役立つ進歩課目が設けられている。

### ボーイスカウトアメリカ連盟
ボーイスカウトアメリカ連盟（BSA）は、この記章をワールド・クレストと呼んでいる。これは、世界規模のスカウト運動の象徴として制服に着用することができる。BSAは、1956年初頭から1991年まで、国際スカウティングイベントに参加したスカウトとスカウト指導者への賞として初めてこのバッジを使用した。この資格は、各評議会によって考案された。1991年、BSAはこの記章を全スカウトの制服の一部とし、International Activity Patchがワールド・スカウト・クレストに取って代わり、賞として使用されるようになった。

### 南アフリカスカウト連盟
南アフリカスカウト連盟は、カブ、スカウト、または成人リーダーとして新しいメンバーが加盟するときにこのバッジを使用している。バッジは、ユニフォームの左前ポケットに着用する。フルール・ド・リスの五芒星は、スカウトのちかいの10項目を象徴していると説明される。

## 関連文献
- J・S・ウィルソン (1959). Scouting Round the World (First ed.). Blandford Press. p. 210